# Casa Călinescu
Casa Călinescu este un monument istoric aflat pe teritoriul municipiului Curtea de Argeș.

## Istoric și trăsături
Clădirea a aparținut lui Armand Călinescu, fost orim-ministru al României, asasinat de legionari în septembrie 1939. Valoroasă prin partiul tradițional specific Argeșului și Muscelului, cu parter supraînălțat peste pivniță și prispă cu stâlpi de lemn pe întreaga fațadă de sud.

## Imagini din exterior

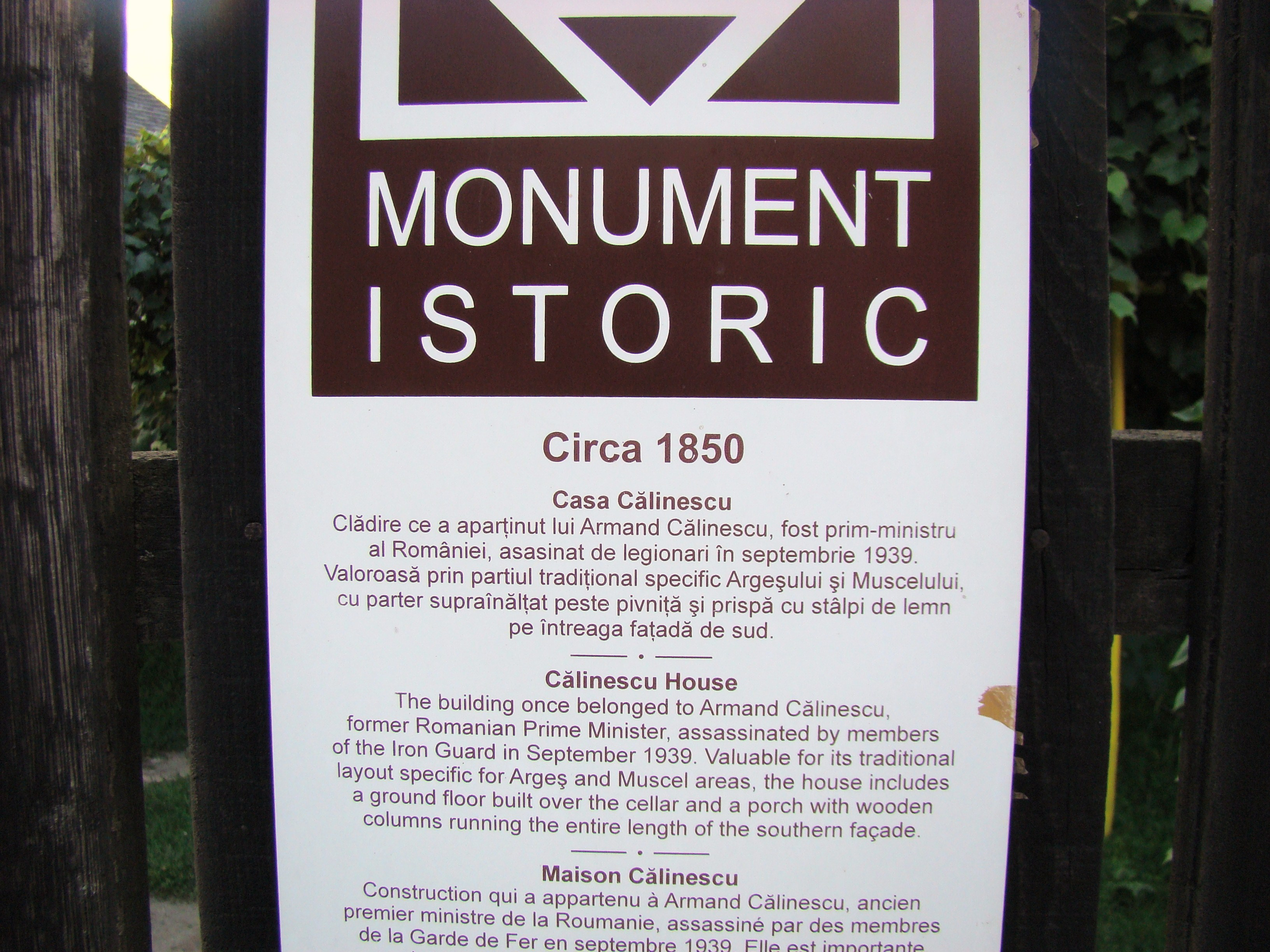
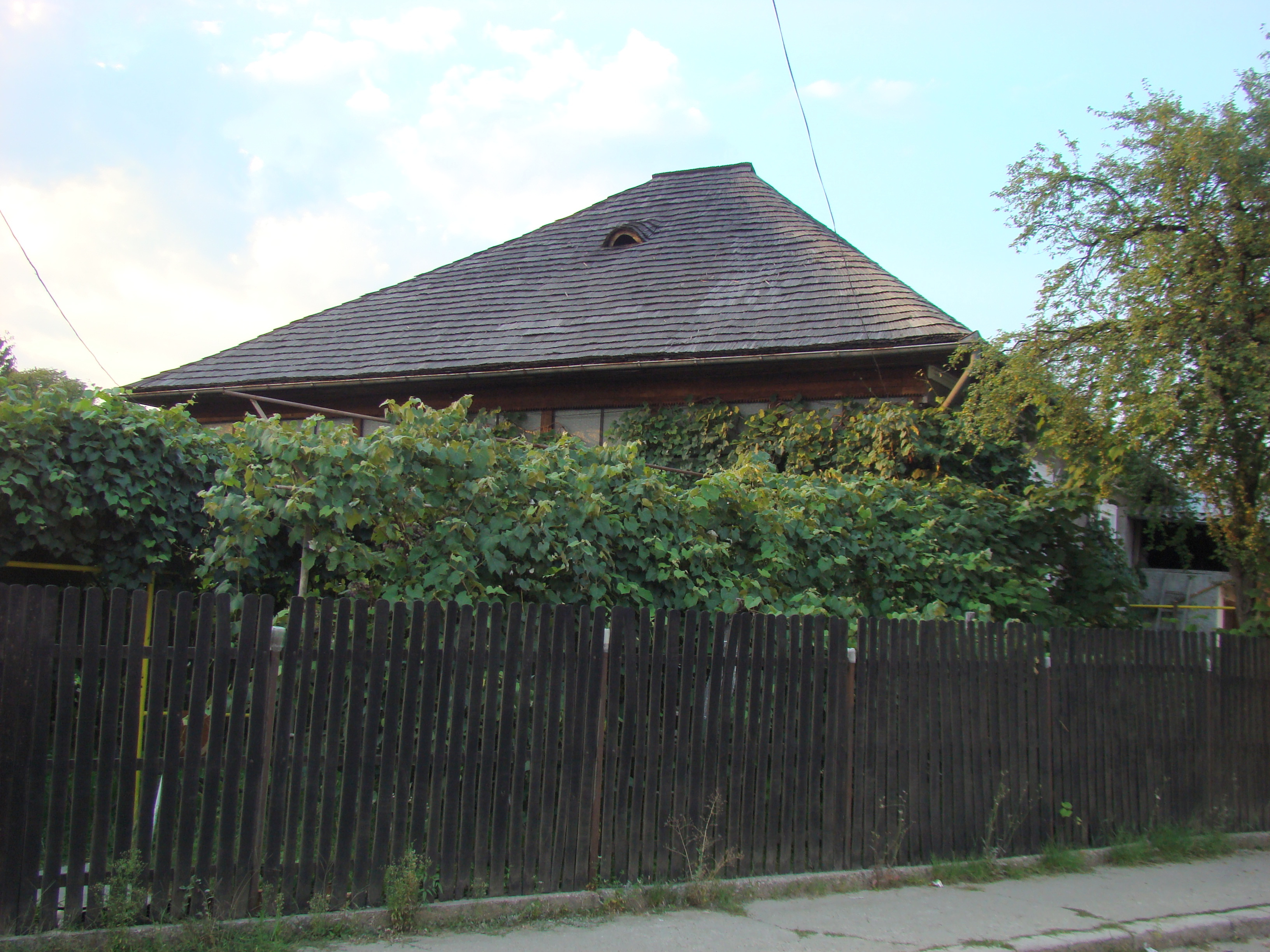
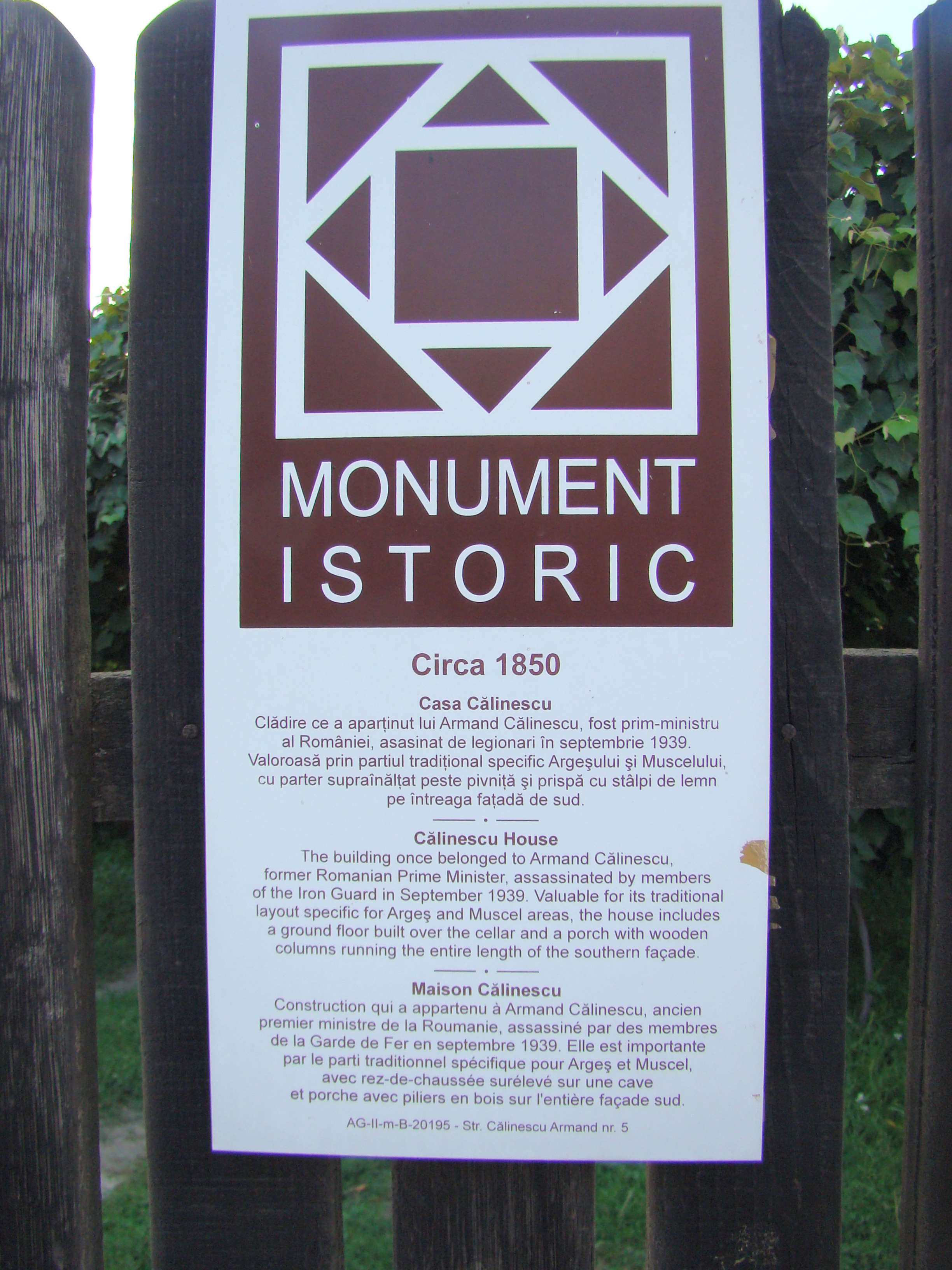

## Vezi și
- Curtea de Argeș